# Nastro d'argento al regista del miglior film straniero
Il Nastro d'argento al regista del miglior film straniero è stato un riconoscimento cinematografico italiano assegnato annualmente dal Sindacato Nazionale Giornalisti Cinematografici Italiani.
A partire dal 2007 è stato sostituito da due distinti premio al miglior film europeo e al miglior film extraeuropeo.

## Albo d'oro
I vincitori sono indicati in grassetto, a seguire gli altri candidati.
- 1956: Jacques Becker - Casco d'oro (Casque d'or)
- 1957: John Huston - Moby Dick, la balena bianca (Moby Dick)
- 1958: Sidney Lumet - La parola ai giurati (12 Angry Men)
- 1959: Stanley Kubrick - Orizzonti di gloria (Paths of Glory)
- 1960: Ingmar Bergman - Il posto delle fragole (Smultronstället)
- 1961: Ingmar Bergman - Il settimo sigillo (Det sjunde inseglet)
- 1962: Stanley Kramer - Vincitori e vinti (Judgment at Nuremberg)
- 1963: François Truffaut - Jules e Jim (Jules et Jim)
- 1964: David Lean - Lawrence d'Arabia (Lawrence of Arabia)
- 1965: Stanley Kubrick - Il dottor Stranamore - Ovvero: come imparai a non preoccuparmi e ad amare la bomba (Dr. Strangelove or: How I Learned to Stop Worrying and Love the Bomb)
- 1966: Joseph Losey - Il servo (The Servant)
- 1967: Claude Lelouch - Un uomo, una donna (Un homme et une femme)
- 1968: Michelangelo Antonioni - Blow-Up (Blowup)
- 1969: Peter Brook - Marat/Sade (Marat/Sade)
- 1970: John Schlesinger - Un uomo da marciapiede (Midnight Cowboy)
- 1973: Stanley Kubrick - Arancia meccanica (A Clockwork orange)
- 1976: Miloš Forman -  Qualcuno volò sul nido del cuculo (One flew over the cuckoo's nest)
- 2001: Stephen Daldry - Billy Elliot
  - Claude Chabrol - Grazie per la cioccolata (Merci pour le chocolat)
  - Cameron Crowe - Quasi famosi (Almost Famous)
  - Benjamin Ross - RKO 281 - La vera storia di Quarto potere (RKO 281)
  - Steven Soderbergh - Traffic
- 2002: Robert Altman - Gosford Park
  - Ray Lawrence - Lantana
  - Baz Luhrmann - Moulin Rouge!
  - David Lynch - Mulholland Drive
  - Mohsen Makhmalbaf - Viaggio a Kandahar (Safar e' Ghandehar)
- 2003: Roman Polański - Il pianista (The Pianist)
  - Fernando León de Aranoa - I lunedì al sole (Los lunes al sol)
  - Aki Kaurismäki - L'uomo senza passato (Mies vailla menneisyyttä)
  - Martin Scorsese - Gangs of New York
  - Steven Spielberg - Minority Report
- 2004: Sofia Coppola - Lost in Translation - L'amore tradotto (Lost in Translation)
  - Denys Arcand - Le invasioni barbariche (Les invasions barbares)
  - Wolfgang Becker - Good Bye, Lenin!
  - Fernando Meirelles - City of God (Cidade de Deus)
  - Quentin Tarantino - Kill Bill: Volume 1
  - Lars von Trier - Dogville
- 2005: Pedro Almodóvar - La mala educación
  - Andrew Adamson, Kelly Asbury e Conrad Vernon - Shrek 2
  - Fatih Akın - La sposa turca (Gegen die Wand)
  - Alejandro González Iñárritu - 21 grammi (21 Grams)
  - Kim Ki-duk - Ferro 3 - La casa vuota (Bin-jip)
- 2006: Clint Eastwood - Million Dollar Baby
  - Tim Burton - La sposa cadavere (Corpse Bride)
  - George Clooney - Good Night, and Good Luck.
  - Michael Haneke - Niente da nascondere (Cachè)
  - Ron Howard - Cinderella Man - Una ragione per lottare (Cinderella Man)
  - Jim Jarmusch - Broken Flowers
  - Hayao Miyazaki - Il castello errante di Howl (Hauru no ugoku shiro)
  - Marc Rothemund - La Rosa Bianca - Sophie Scholl (Sophie Scholl - Die letzten Tage)
  - Martin Scorsese - The Aviator
  - Aleksandr Sokurov - Il Sole (Solntse)